# Maleisisch Open 2012
Het Maleisisch Open is een jaarlijks golftoernooi van de Aziatische en Europese PGA Tour, die deze week veertig jaar bestaat. De 51ste editie wordt in 2012 gespeeld op de Kuala Lumpur Golf & Country Club van 12 tot 15 april. Titelverdediger is Matteo Manassero, die hier net voor zijn 18de verjaardag zijn tweede overwinning op de Europese Tour behaalde. Het prijzengeld is US$ 2.500.000.
Maleisië heeft slechts één speler die zich automatisch kwalificeerde voor dit toernooi, want Danny Chia is de enige die in de top-65 stond van de Aziatische Tour. De andere Maleisische spelers hebben zich moeten kwalificeren in een speciaal toernooi in de week voor het toernooi.

## Verslag
De par van de baan is 72.

#### Ronde 1

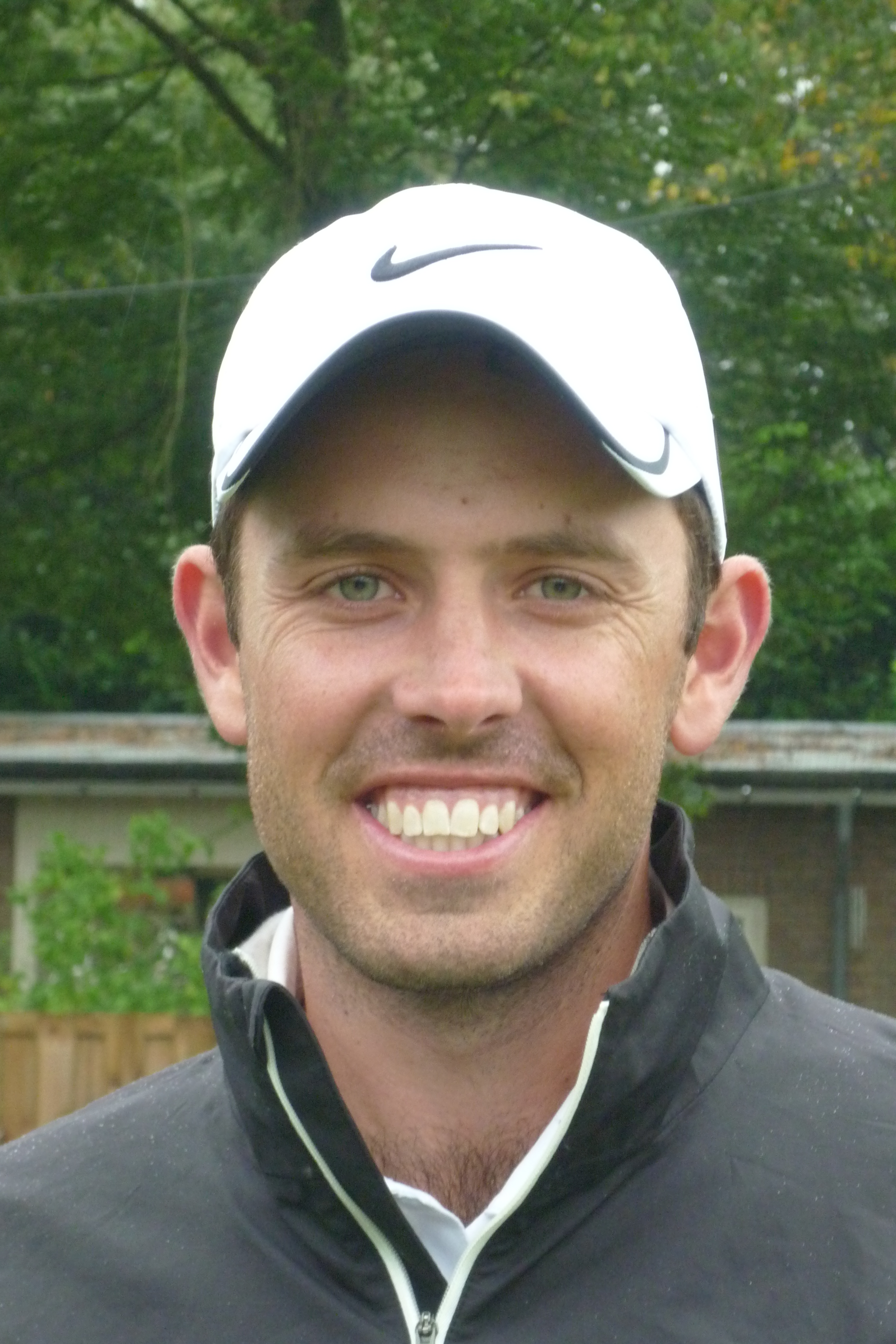
Charl Schwartzel

Charl Schwartzel en Louis Oosthuizen hadden een vroege start en speelden in dezelfde flight. Schwartzel won de Masters in 2011 en had verleden zondag een groen jasje uitgereikt aan Bubba Watson, de winnaar van de Masters van 2012. Schwartzel nam de leiding met een ronde van 64 (−8), Oosthuizen, die vier dagen geleden de play-off van Bubba Watson verloor, maakte 66.

Robert-Jan Derksen speelde met Thanyakorn Khrongpha, die in 2010 professional werd en al nummer 673 op de wereldranglijst staat, en de nog net 16-jarige amateur Muhammad Afif Razif. Hij was in 2011 als 16-jarige nationaal kampioen in zijn leeftijdsgroep.
Joost Luiten maakte ondanks twee dubbele bogeys een ronde van 72. Hij speelde met Scott Jamieson (−3) en de Koreaan JK Mo (−1).
Guido van der Valk is een Nederlandse speler die sinds 2005 in Manilla woont en in Azië speelt.

Nicolas Colsaerts was ingedeeld met Danny Chia en Jbe' Kruger. Colsaerts stond na 10 holes op −4 maar eindigde met 72. Na 11 holes stond Kruger op −6, op een gedeeld 3de plaats, maar op hole 15, een par 3, maakte hij een 5, en op hole 17 maakte hij weer een dubbel-bogey.
Muhammed Arie Fauzi was met zijn score van 74 de beste amateur. Colsaerts en Luiten eindigden samen op de 53ste plaats en haalden net de cut.

#### Ronde 2

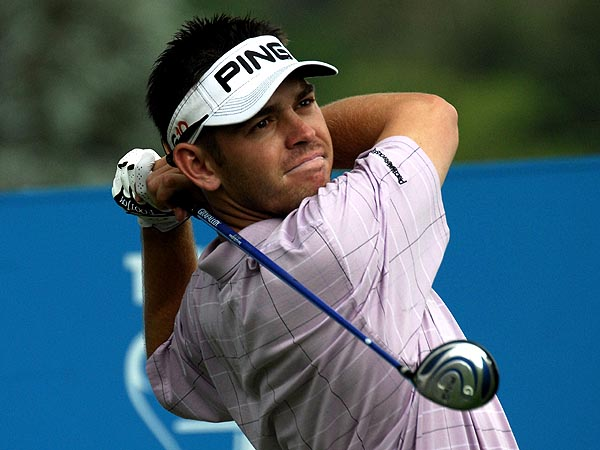
Oosthuizen nam leiding over

Deze ronde kwamen meer Zuid-Afrikaanse spelers naar de top. Jbe' Kruger en Hennie Otto gingen met −9 voorlopig aan de leiding, maar Charl Schwartzel en Singh moesten nog starten. Colsaerts verbeterde zijn posite met een ronde van −4. Maar in Maleisië kan het slecht golfweer worden, dat herinnerden de spelers zich van vorige jaren. 's Middags was de wind zo sterk dat de speler om kwart over twaalf van de baan gehaald werden.
Na de herstart zaterdag ochtend maakte Louis Oosthuizen nog twee birdies zodat er een andere Zuid-Afrikaan aan de leiding kwam. Derksen maakte er ook nog twee en haalde toch de cut. Er spelen geen amateurs meer in het weekend.

#### Ronde 3
Slechts twaalf spelers hebben de derde ronde kunnen afmaken voordat het spel weer door het stormachtige weer werd onderbroken. Louis Oosthuizen en Stephen Gallacher hebben beiden −3 gemaakt maar ze worden achter achtervolgd door drie spelers die de derde plaats delen met −10: Rafael Cabrera Bello, Danny Willett en David Lipsky.
 Zondag ging de derde ronde van het toernooi verder. Louis Oosthuizen behield zijn slag voorsprong op Stephen Gallacher.

#### Ronde 4
Op de laatste tee, een par 5, stond Oosthuizen drie slagen voor op Stephen Gallacher, die in de groep voor hem speelde. De overwinning kon hem niet meer ontgaan toen Gallacher een par maakte.

Titelverdediger Matteo Manassero eindigde met −9 op de 7de plaats. Slechts één Maleisiër kwalificeerde zich voor het weekend, Shaaban Hussin eindigde met +2 op een gedeeld 58ste plaats.
- Leaderboard

| Naam                 | Score R1 | Score R1 | Nr  | Score R2 | Score R2 | Totaal | Nr  | Score R3 | Score R3 | Totaal | Nr  | Score R4 | Score R4 | Totaal | Nr  |
| -------------------- | -------- | -------- | --- | -------- | -------- | ------ | --- | -------- | -------- | ------ | --- | -------- | -------- | ------ | --- |
| Louis Oosthuizen     | 66       | −6       | T3  | 68       | −4       | −10    | 1   | 69       | −3       | −13    | 1   | 68       | −4       | −17    | 1   |
| Stephen Gallacher    | 67       | −5       | T7  | 68       | −4       | −9     | T2  | 69       | −3       | −12    | 2   | 70       | −2       | −14    | 2   |
| Rafael Cabrera Bello | 67       | −5       | T7  | 72       | par      | −5     | T13 | 66       | −6       | −11    | T3  | 71       | −1       | −12    | T3  |
| Danny Willett        | 69       | −3       | T27 | 69       | −3       | −6     | T8  | 67       | −5       | −11    | T3  | 71       | −1       | −12    | T3  |
| David Lipsky         | 70       | −2       | T40 | 67       | −5       | −7     | T10 | 69       | −3       | −10    | T5  | 70       | −2       | −12    | T3  |
| Charl Schwartzel     | 64       | −8       | 1   | 75       | +3       | −5     | T13 | 70       | −2       | −7     | T13 | 68       | −4       | −11    | 6   |
| Matteo Manassero     | 70       | −2       | T40 | 72       | par      | −2     | T46 | 68       | −4       | −6     | T17 | 69       | −3       | −9     | T7  |
| Martin Kaymer        | 70       | −2       | T40 | 67       | −5       | −7     | T10 | 71       | −1       | −8     | T9  | 71       | −1       | −9     | T7  |
| Romain Wattel        | 68       | −4       | T11 | 68       | −4       | −8     | T6  | 72       | par      | −8     | T9  | 71       | −1       | −9     | T7  |
| Hennie Otto          | 71       | −1       | T42 | 64       | −8       | −9     | T2  | 72       | par      | −9     | 8   | 72       | par      | −9     | T7  |
| Jeev Milkha Singh    | 65       | −7       | 2   | 73       | +1       | −6     | T8  | 70       | −2       | −8     | T9  | 72       | par      | −8     | T11 |
| Jbe' Kruger          | 70       | −2       | T40 | 65       | −7       | −9     | T2  | 77       | +5       | −4     | T22 | 68       | −4       | −8     | T11 |
| Joost Luiten         | 72       | par      | T53 | 69       | −3       | −3     | T40 | 73       | +1       | −2     | T42 | 68       | −4       | −6     | T22 |
| Nicolas Colsaerts    | 72       | par      | T27 | 68       | −4       | −4     | T17 | 73       | +1       | −3     | T30 | 71       | −1       | −4     | T30 |
| Robert-Jan Derksen   | 71       | −1       | T42 | 73       | +1       | par    | T61 | 73       | +1       | +2     | T62 | 69       | −3       | −1     | T47 |
| Guido van der Valk   | 71       | −1       | T42 | 82       | +10      | MC     |     |          |          |        |     |          |          |        |     |

| Leider |  | Toernooirecord |  | MC = missed cut = cut gemist |

## De spelers
| Europese Tour - Felipe Aguilar - Fredrik Andersson Hed - Grégory Bourdy - Gary Boyd - Rafael Cabrera Bello - Michael Campbell - Alejandro Cañizares - George Coetzee - Nicolas Colsaerts - Rhys Davies - Robert-Jan Derksen - Andrew Dodt - Victor Dubuisson - Simon Dyson - Johan Edfors - Oliver Fisher - Ross Fisher - Mark Foster - Marcus Fraser - Lorenzo Gagli - Stephen Gallacher - Ignacio Garrido - Jean-Baptiste Gonnet - Ricardo González - Branden Grace - Richard Green - Todd Hamilton - Peter Hedblom - Michael Hoey - David Horsey - David Howell - Scott Jamieson - Richard S Johnson - Martin Kaymer - Simon Khan - Søren Kjeldsen - Jbe' Kruger - Pablo Larrazábal - Peter Lawrie - Tom Lewis - Joost Luiten - Matteo Manassero (2011) - Richard McEvoy - James Morrison - George Murray - Alexander Norén - Louis Oosthuizen - Hennie Otto - Andrew Parr - Julien Quesne - Alvaro Quiros - Brett Rumford - Charl Schwartzel - Marcel Siem - Joel Sjöholm - Lee Slattery - Richard Sterne - Graeme Storm - Romain Wattel - Steve Webster - Bernd Wiesberger - Danny Willett - Fabrizio Zanotti - Matthew Zions Voormalige winnaars - Alastair Forsyth - Anthony Kang | Aziatische Tour 1 Thongchai Jaidee 2 Jeev Milkha Singh 3 Wen-chong Liang 4 Wei-chih Lu 5 Tetsuji Hiratsuka 6 Rikard Karlberg 8 Digvijay Singh 9 David Lipsky 10 Anirban Lahiri 11 Mardan Mamat 12 Kieran Pratt 13 David Gleeson 14 Yih-shin Chan 15 Himmat Rai 16 Joonas Granberg 17 Chawalit Plaphol 18 Berry Henson 19 Kiradech Aphibarnrat 20 Shiv Chowrasia 21 Pariya Junhasavasdikul 22 Thaworn Wiratchant 23 Peter Karmis 24 Angelo Que 25 Mohd Siddikur 26 Gaganjeet Bhullar 27 Rick Gibson 28 Prayad Marksaeng 29 Chapchai Nirat 30 Tjaart Van der Walt 31 Chiragh Kumar 32 Chinnarat Phadungsil 33 Joong-kyung Mo 34 Shiv Kapur 35 Scott Barr 36 Darren Beck 37 Scott Hend 38 Sujjan Singh 39 Prom Meesawat 40 Jason Knutzon 41 Jyoti Randhawa 42 Ross Bain 43 Zaw Moe 44 Namchok Tantipokhakul 45 Marcus Both 46 Sung Lee 47 Panuphol Pittayarat 48 Daisuke Kataoka 49 Rick Kulacz 50 Chih-bing Lam 51 Mars Pucay 52 Adilson Da Silva 53 Seuk-hyun Baek 54 Thanyakorn Khrongpha 55 Danny Chia PGM 7 56 Ben Fox 57 Wen-tang Lin 58 Tim Stewart 59 Kwanchai Tannin 60 Guido van der Valk 61 Antonio Lascuna 62 Keith Horne 63 Wen-teh Lu 64 Thammanoon Sriroj 66 Gaurav Ghei 67 Mohd Sukree Othman PGM 6 68 S Sivachandran PGM 8 69 Ben Leong 70 Haziq Hamazin 71 Zurie Harun 72 Khor Kheng Wai Hwai 73 Shaifubari Muda [dode link] 74 Chong Chee Meng | Invitaties - Peter Uihlein - Tommy Fleetwood - Lian-wei Zhang - Ramasamy Nachimuthu PGM 1 - Md. Rashid Ismail PGM 2 - Nicholas Fung PGM 3 - Shaaban Hussin PGM 4 - M Sasidaran PGM 5 - S Murthy PGM 9 - Airil Rizman PGM 10 PGM = Order of Merit Maleisië 2011 Amateurs - Khai Jie Low (1996) - Yoke Boon Wee (1967), winnaar Malaysian Golf Challenge 2012 - Muhammad Afif Razif (1995) - Muhammed Arie Fauzi (1990) - Tuck-soon Chan (1994) - Abel Tam (1992), nationaal team |